# شاهزاده خانم (فیلم ۲۰۲۲)
شاهدخت(به انگلیسی: The Princess) فیلمی محصول سال ۲۰۲۲ و به کارگردانی لی-ون کیت است. در این فیلم بازیگرانی همچون جوئی کینگ، دومینیک کوپر، اولگا کوریلنکو، انگو تان ون، اد استاپارد و الکس رید ایفای نقش کرده‌اند.